# Guérigny
Guérigny is een gemeente in het Franse departement Nièvre (regio Bourgogne-Franche-Comté). De plaats maakt deel uit van het arrondissement Nevers. Guérigny telde op 1 januari 2022 2.512 inwoners.

## Geografie
De oppervlakte van Guérigny bedroeg op 1 januari 2022 7,29 vierkante kilometer; de bevolkingsdichtheid was toen 344,6 inwoners per km².

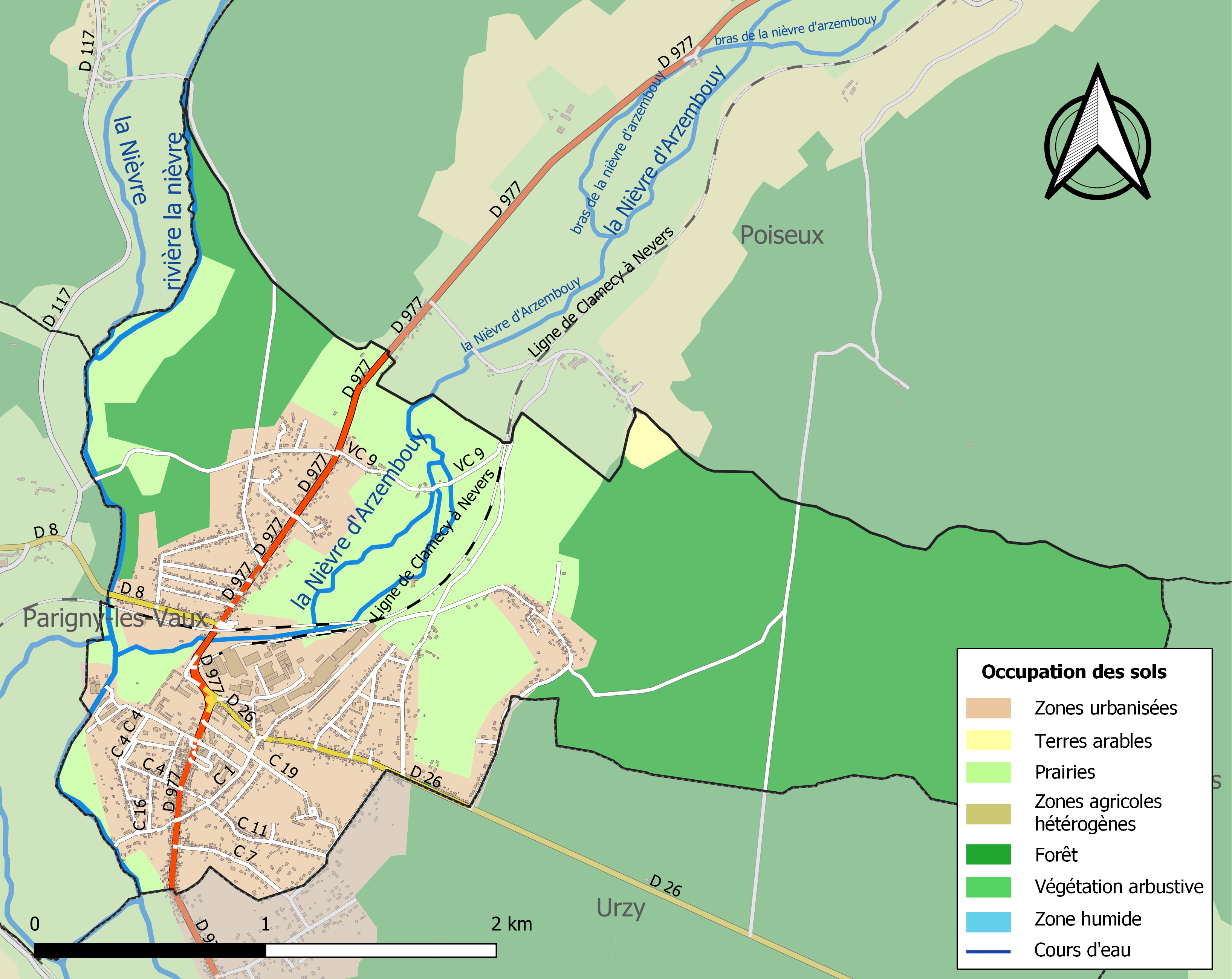
Kaart van de gemeente met de belangrijkste infrastructuur, bodemgebruik en omliggende gemeenten

## Demografie
Onderstaande figuur toont het verloop van het inwonertal (bron: INSEE-tellingen).